# Haalweide
Haalweide is een buurtschap in de gemeente De Wolden, provincie Drenthe (Nederland). De buurtschap is gelegen in het Reestdal ten oosten van de Wijk en ten zuiden van de A28, dicht bij de grens met de provincie Overijssel.